# NGC 3499
NGC 3499 é uma galáxia espiral (S0-a) localizada na direcção da constelação de Ursa Major. Possui uma declinação de +56° 13' 20" e uma ascensão recta de 11 horas, 03 minutos e 10,9 segundos.
A galáxia NGC 3499 foi descoberta em 17 de Abril de 1789 por William Herschel.